# Assur-resh-ishi Ier

Assur-resh-ishi Ier ou Assur-resa-ishi ou Assur-resa-isil, roi d'Assyrie de 1132 à 1115 av. J.-C. Il est le fils de Mutakkil-Nusku (en).

## Biographie
Le Roi d'Élam Shilhak-Inshushinak Ier (1150-1120) profite de la crise de succession que traverse l'Assyrie et attaque le pays. Il progresse ainsi jusqu'à Arrapha (Ville actuelle de Kirkuk, en Irak) qu'il prend. En Babylonie une nouvelle dynastie, dite « IIe dynastie d'Isin » (Ville d'où sont originaires ses Rois), a pris le pouvoir.
Une révolte grandit dans cette région, que Shilhak-Inshushinak Ier doit réprimer. C'est ce moment que choisit le Roi Ninurta-nadin-shumi (1131-1125 ou 1132-1127) de la ville d'Isin, pour l'attaquer en -1130. Les Élamites subissent une cuisante défaite et doivent se replier dans leur pays, cette défaite plonge l'Élam dans une crise et Shilhak-Inshushinak Ier voit toutes ses conquêtes redevenir indépendantes une à une. Assur-resh-ishi à son fils, Téglath-Phalasar Ier qui lui succède.